# William Bolcom
William Elden Bolcom (ur. 26 maja 1938 w Seattle) – amerykański kompozytor i krytyk muzyczny oraz pianista.

## Życiorys
Naukę muzyki rozpoczął w wieku 11 lat. Studiował na University of Washington (1955–1958) u Johna Verralla i Berthe Poncy Jacobson, uzyskując stopień Bachelor of Arts. Kontynuował edukację w Mills College u Dariusa Milhauda (1958–1961) oraz na Uniwersytecie Stanforda u Lelanda Smitha (1961–1964), w 1964 roku uzyskując stopień doktora. Kształcił się także w Konserwatorium Paryskim u Oliviera Messiaena. Dwukrotny laureat stypendium Fundacji Pamięci Johna Simona Guggenheima (1965 i 1968). Wykładowca University of Washington (1965–1966) oraz Queens College w Nowym Jorku (1966–1968). W 1973 roku został wykładowcą kompozycji na University of Michigan. 
Dwukrotnie (1976 i 1993) wyróżniony nagrodą Fundacji im. Siergieja Kusewickiego (Koussevitzky Foundation Award). W 1988 roku otrzymał Nagrodę Pulitzera za utwór 12 New Etudes for Piano. Od 1993 roku członek Amerykańskiej Akademii Sztuki i Literatury. Odznaczony National Medal of Arts (2006).
Występował i nagrywał z sopranistką Joan Morris, którą poślubił w 1975 roku.

## Twórczość
W twórczości Bolcoma widoczne są wpływy muzyki Milhauda, Rochberga i Bouleza, a także silna inspiracja ragtime’em i amerykańską muzyką popularną. Posługuje się różnorodnymi technikami kompozytorskimi, od serializmu do kolażu. Skomponował m.in. Black Host na organy, perkusję i taśmę (1967), Open House na tenora i orkiestrę kameralną (1975), Ragomania na orkiestrę (1982), sonatę wiolonczelową (1990), A Whitman Triptych na sopran i orkiestrę (1995), koncerty: fortepianowy (1976), skrzypcowy (1983) i klarnetowy (1992), cykl 46 pieśni Songs of Innocence and of Experience na solistów, chór i orkiestrę do poezji Williama Blake’a (1956–1981), opery McTeague (1992), A View from the Bridge (1997–1999) i A Wedding (2004), 14 Piano Rags (1967–1970), Dark Music na kotły i wiolonczelę (1970), Concertante na skrzypce, wiolonczelę i orkiestrę (1985), Spring Concertino na obój i orkiestrę kameralną (1989), Fantasy Sonata na fortepian (1989), Concerto Grosso na kwartet saksofonowy i orkiestrę (2000), Medusa na sopran i orkiestrę kameralną (2003), musical Casino Paradise (1990).
Jest autorem napisanej wspólnie z Robertem Kimballem książki Reminiscing with Sissle and Blake (1973).